# جوشکاری پلاسما

جوشکاری پلاسما یکی از روش‌های جوشکاری است که در آن با کاربرد گازهای خنثی درجه حرارت به بالای ۲۰۰۰۰ هزار درجه سانتیگراد می‌رسد و و انرژی قوس بسیار متمرکز تر و پایدار تر از روش جوشکاری با گاز محافظ و الکترود تنگستنی TIG است.
پلاسما به معنی گاز یونیزه شده می‌باشد. به دلیل اینکه این گاز در این درجه حرارت و حالت از قانون گازها پیروی نمی‌کند، حالت چهارم وجود ماده به آن گفته می‌شود (جامد، مایع، گاز، پلاسما) چنانچه هوا یا گاز در قوس الکتریکی شرایط گذار به حالت پلاسما را بیابد قوس مربوط دارای انرژی حرارتی بسیار زیادی خواهد شد.

## تاریخچه
جوشکاری پلاسما برای اولین بار در سال ۱۹۵۳ توسط رابرت ام. گیج (Robert M. Gage) اختراع شد و در سال ۱۹۵۷ به ثبت رسید. از همان ابتدای کار این روش به دلیل دقت بسیار بالا در جوش کاری یا برش کاری ورقه‌های نازک و حتی ضخیم مورد توجه بسیاری قرار گرفت.

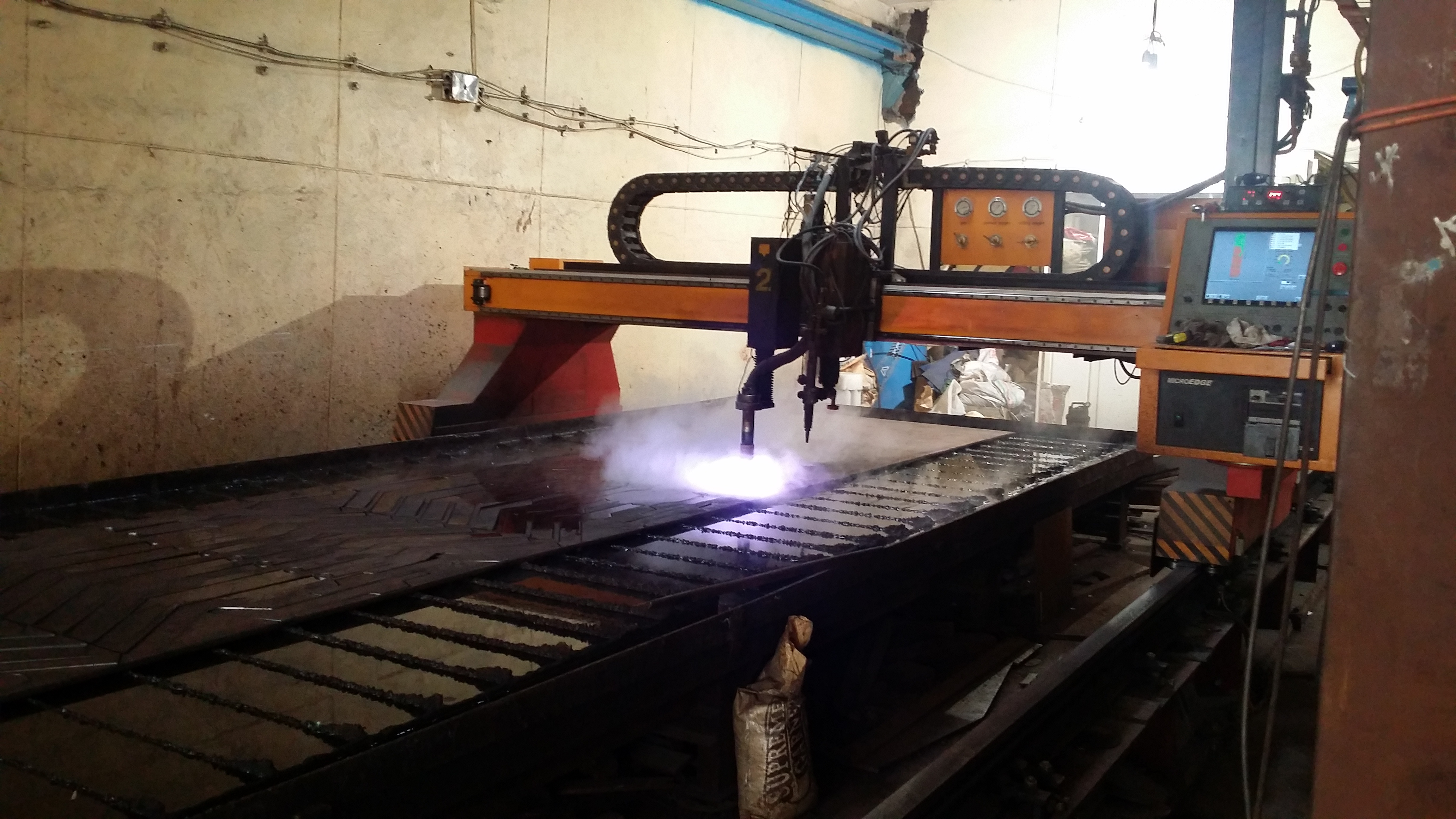

## اصول و نحوهٔ عملکرد
در ابتدا باید یادآوری کنیم که پروسه برش و جوش پلاسما تنها در مواد هادی جریان الکتریسیته قابل اجرا است. در واقع در این روش با عبور پلاسما از میان تورچ و خوردن آن به ماده شکلی از انرژی از یک چشمه انرژی به ماده انتقال پیدا می‌کند و ماده بریده می‌شود. پروسه برش پلاسما برخلاف پروسه برش هوا گاز بیشتر بر گرمای زیاد برای ذوب و سرعت بالای گاز تکیه دارد نه بر اکسید شدن ماده. به این ترتیب از این روش می‌توان هم برای فلزات آهنی و هم برای فلزات غیر آهنی مانند آلومینیوم استفاده کرد. با این روش دیگر مشکل اکسید مقاوم بعضی از فلزات وجود ندارد.
فرایند جوشکاری پلاسما به صورت اتوماتیک و دستی قابل دسترس است. این دو روش در عملیات مختلف اعم از جوشکاری در حجمهای بالا (مثل ورقها ی فولادی) تا جوشکاری دقیق مثل ابزارهای جراحی استفاده می‌شود. به عنوان مثال در جوشکاری ماشینی می‌توان از تعمیر پره‌های موتورها جهت نام برد و برای جوش دستی می‌توان به جوشکاری تجهیزات آشپزخانه و مواد غذایی و لبنی اشاره کرد
اساساً دستگاه برش و جوش پلاسما از یک تولیدکننده جریان الکتریکی و یک ژنراتور فرکانس بالا، یک ریز پردازنده، کمپروسور (درهوا) وتورچ تشکیل شده‌است. اجزاء سیستم انرژی مورد نیاز را تولید می‌کنند و قابلیت یونیزاسیون را به وجود می‌آورند. همچنین پروسه یونیزاسیون را کنترل می‌کنند . کنترل پروسه برای تولید با کیفیت بالا یک امر ضروری است. در این روش مواد مختلف با کیفیت بسیار بالا بریده می‌شود.
دارای حرارت بسیار بالایی است در حدود ۵۰۰۰ درجه. این گاز در این حالت یونیزه شده و مثل فلزات دارای الکترون آزاد است؛ بنابراین می‌توان هادی جریان الکتریسیته نیز باشد. این همان حالت چهارم ماده است. عمل جوشکاری دقیقاً مثل جوشکاری با GTAW یا TIG است. با این تفاوت که به جای قوس الکتریکی از قوس پلاسما استفاده می‌شود. مثل جوش TIG الکترود و فلز با قوس پلاسما داغ شده و ذوب می‌شوند و روی هم روان می‌گردند
در تورچ جوشکاری پلاسما، یک الکترود تنگستن در داخل نازل مسی که دهانه کوچکی در نوک آن مستقر شده قرار دارد. اولین قوس بین الکترود و نازل تورچ زده می‌شود و به کمک جریان مثبت منفی که به قطعه کار متصل است به طرف آن هدایت می‌شود. با خروج قوس و گاز پلاسما از میان دهانه مشعل تمرکز زیادی از انرژی گرمایی را روی فضایی کوچک آزاد می‌کند. با تجهیزات مناسب جوشکاری فرایند پلاسما جوش فوق‌العاده و استثنایی را از نظر کیفیت ارائه خواهد کرد.
گاز اصلی پلاسما به‌طور معمول در جوشکاری آرگون است. گاز دیگری که به عنوان گاز محافظ استفاده می‌شود. می‌تواند آرگون، هیدروژن یا هلیم باشد تا حوضچه مذاب در مقابل جو محافظت شود.

## تجهیزات مورد نیاز در جوشکاری پلاسما
۱- منبع تغذیه پلاسما
۲- کنسول پلاسما (می‌تواند داخلی یا خارجی باشد)
۳- پخش کننده آب (می‌تواند داخلی یا خارجی باشد)
۴- مشعل برشکاری پلاسما
۵- جعبه متعلقات (الکترود، کلت، سرامیک، سر پیچ)

## مزایا

### الکترود محافظت شده
الکترود محافظت شده و پوشیده این عمل آلودگی در اثر الکترودها را کاهش می‌دهد. این یک مزیت ویژه برای فلزاتی است که در هنگام جوشکاری تولید گاز سمی می‌کنند. در زمان جوشکاری با Tig (الکترود محافظت نشده موجب آلودگی می‌شود)

### مزیت طول قوس به علت شکل قوس و حتی حرارت ایجاد شده
فاصله طول قوس به اندازه Tig یا GTAW بحرانی نیست و جوشکاری کاملاً مستحکم خواهد بود.

### ایجاد قوس به صورت کاملاً ملایم و سازگار
امکان جوشکاری ورقهای نازک، سیمهای نازک و تجهیزات مینیاتوری زمانیکه قوس خشن Tig موجب خسارت به قطعه کار می‌شود وجود دارد.

### قوسی استوار و پایدار در جوشکاری
کاهش اعتراف قوس زمانیکه از این جوشکاری استفاده می‌شود، قوس ساخته شده در تقریب بسیار نزدیکی با درز جوشکاری برای بهینه‌سازی گرماگیری و شکل دهی استفاده می‌شود.

### حد اقل نویز در فرکانسهای بالا
حد اقل نویز در فرکانسهای بالا برای قوس هدایت شده می‌باشد. بدین ترتیب پلاسما می‌تواند با کنترل NC استفاده شود. مزیت دیگری که از کاربردهای این جوشکاری می‌باشد آب‌بندی تجهیزات الکترونیک آن به صورت فوق‌العاده می‌باشد. در جایی که قوس Tig استفاده می‌شود باعث می‌شود تا تجهیزات الکترونیکی داخلی دچار آسیب شود یا دچار پارازیت می‌گردند.

### چگالی انرژی (تمرکز) حاصل شده حدود ۳ برابر Tig است
این مزیت باعث کمترین تاب برداشتگی و کوتاه‌تر شدن جوشکاری می‌شود و سرعت جوشکاری را بالا می‌برد.

### کاهش زمان جوشکاری تا ۰٫۰۰۵ ثانیه
دقت بالا و کوتاهی زمان جوشکاری ایجاد نقطه جوش روی سیمهای نازک را فراهم می‌کند. زمان جوشکاری دقیق با حرکتهای صحیح و دقیق ابزار ترکیب می‌شوند و جوشکاری تکرار پذیر را فراهم می‌کند.

### عرضه کردن تجهیزات با فرکانس Hz 10000
انتخاب پالسهای گوناگون برای جوشکاری را فراهم می‌کند.

### آمپر پایین برای جوشکاری هنری تا اندازه ۰٫۰۵ آمپر
انجام جوشکاری وسایل مینیاتوری با کنترل خوب در شیبها

### تغییر قوس از طریق تعویض دهانه نازل
این ویژگی توسط دستگاه قبلاً پیش‌بینی شده
کلیات بالا دلایلی برای استفاده از جوشکاری پلاسما در موارد نیاز می‌باشد. اما به‌طور خلاصه ۳ ویژگی اصلی موجب شده‌است استفاده‌کننده از پلاسما این روش را ترجیح دهد به شرح ذیل می‌باشد.
A) فرایند پلاسما معمولاً از Tig دقیق تر است.
بخاطر بسپارید که پاور ساپلای توسعه یافته در پلاسما قوس متفاوتی از Tig به‌وجود می‌آورد)

### پلاسما مزایای زیر را بیش از Tig معمولی دارد
۱- قوس متمرکز و پایدار
۲- ایجاد طول قوسهای متعدد (Tig + 5 % و پلاسما ۵ + %)
۳- پایداری در آمپرهای پایین
۴- انتقال ملایم و آرام بدون هیچ نویز فرکانسی
۵- امکان جوشهایی با زمان کوتاه مثل نقطه جوش، سیم راهنما و …

## معایب
از معایب جوشکاری پلاسما اشعه آن می‌باشد که اگر جوشکار از لباس و عینک مخصوص ضد اشعه استفاده نکند بیماری‌هایی مثل کوری ریزش مو می‌باشد.
مواردی چون سرطان پوست نیز با احتمال خیلی ضعیف گزارش شده‌است.

## روش‌ها

### هوا
در پروسه پلاسمای دستی معمولاً از یک گاز استفاده می‌شود (هوا یا نیتروژن). چرا که هر دو خنک و در دسترس هستند. بیشتر سیستمهای دستی مجاز به استفاده از شدت جریان زیر صدآمپر هستند. این سیستم‌ها توانایی برش تا ضخامت ۵/۸ اینچ را دارند.

### گاز دوگانه
در پروسه استفاده از گاز دوگانه از دو گاز استفاده می‌شود. یکی برای تولید پلاسما و دیگری برای محافظت ناحیه برش در برابر اتمسفر (مثل جوشهای TIG , MIG و…) در این روش لبه بریده شده بسیار تمیزتر است. همچنین برای برش بر روی مواد گوناگون می‌توان از ترکیبات گازهای گوناگون بهره برد تا کیفیت بهتری حاصل شود.

### پوشش آب
فرق این روش با روش استفاده از گاز دوگانه در این است که آب جایگزین گاز محافظ شده‌است. در این روش باید نازل مناسب انتخاب شود تا عبور آب به آسانی صورت گیرد. در این روش قطعه کار همواره خنک می‌شود و طول عمر نازل افزایش پیدا می‌کند. جوشکاری و برش فولاد ضدزنگ با این روش کیفیت بهتری پیدا می‌کند. این پروسه فقط در کاربرد ماشینی مورد استفاده قرار می‌گیرد.

### تزریق آب
در این روش هم برای محافظت و هم برای تولید پلاسما از آب استفاده می‌شود. در این روش آب مستقیماً به درون قوس تزریق می‌شود پس از بخار شدن به حالت پلاسما در می‌آید. برای اجرای این روش باید تغییرات زیادی در مشعل انجام شود. تراکم قوس و درجه حرارت در این روش بسیار بالاتر است. رنج آمپر در حدود ۲۶۰ تا ۷۵۰ آمپر است. در بسیاری مواد و ضخامت‌ها می‌توان از این روش بهره جست.

## گازهای پوششی
انواع مختلفی از گازهای پلاسما و محافظ در دسترس است. این گازها بر روی قطعات و مواد مختلف تأثیرات متفاوتی دارند؛ که مختصراً به بررسی آن‌ها می‌پردازیم.

### هوا
در بیشتر موارد هوا به عنوان گاز پلاسما مورد استفاده قرار می‌گیرد. شاید دلیل آن این باشد که فشرده کردن هوا در هر موقعیتی ممکن است و این گاز بسهولت قابل دسترسی است. این گاز در هر دو جریان زیر ۲۰۰ آمپر پاسخ مناسب می‌دهد. قسمت‌های مصرفی دارای عمر قابل قبولی هستند. (حدود ۱۰۰ تا ۲۰۰ استارت) با استفاده از این گاز کیفیت بر روی اکثر مواد قابل قبول است هر چند که بعضی سطوح نیتروژنه می‌شوند، این عمل روی فولاد کربن دار و برخی مواد رخ می‌دهد ولی روی آلومینیوم و فولاد ضدزنگ رخ می‌دهد.

### نیتروژن
این گاز که همواره با تزریق آب استفاده می‌شود بهترین کیفیت را روی آلومینیوم و فولاد ضدزنگ ایجاد می‌کند. می‌توان با گاز دوگانه نیز کیفیت خوبی روی فولاد ضدزنگ به‌دست آورد. کیفیت برش روی بیشتر فولادهای کربن دار به نیتروژن دهی سطح و شکل سطح مذاب بستگی دارد. عمر مواد مصرفی عالی است. این گاز در ۲۰ تا ۷۵۰ آمپر برای برش تا ضخامت ۴ اینچ مورد استفاده قرار می‌گیرد.

### آرگون - هیدروژن
این گاز شامل ۳۵٪ هیدروژن و ۶۵٪ آرگون است. در گازهای دوگانه سیستم با کیفیت خوب فولاد ضدزنگ و آلومینیوم را در ضخامت ۸/۳ اینچ تا ۲ اینچ می‌برد. این گاز همچنین در سیستم‌های فشار قوی از ۷۵۰ تا ۱۰۰۰ آمپر برای بریدن فولاد ضدزنگ و آلومینیوم تا ضخامت ۶ اینچ استفاده می‌شود. عمر مواد مصرفی عالی است.

### اکسیژن
استفاده از این گاز برای بهترین کیفیت در فولادهای کربن داراست در لبه برش نیتریت آزاد قابلیت جوشکاری، فرم کاری و ورق کاری را افزایش می‌دهد. این گاز در ۱۵ تا ۲۶۰ آمپر برای برش تا ضخامت ۱ اینچ فولاد به کار می‌رود. عمر مواد مصرفی تا کنون به صورت حاشیه ای قابل قبول است. با ظهور طول عمرهای جدید در سیستم پلاسما (برش دقیق، گاز دوگانه، تزریق آب) حالا عمر مواد مصرفی عالی کرده‌است.